# Beauvechain
Beauvechain (vallonska Bôvetchén, nederländska Bevekom) är en kommun i den franskspråkiga provinsen Vallonska Brabant i Belgien. Den består av de fem ortsdelarna Hamme-Mille, Nodebais, L'Ecluse (nederländska Sluizen) och Tourinnes-la-Grosse (nederländska Deurne), som var självständiga kommuner till 1977.